# Matthijs Musson

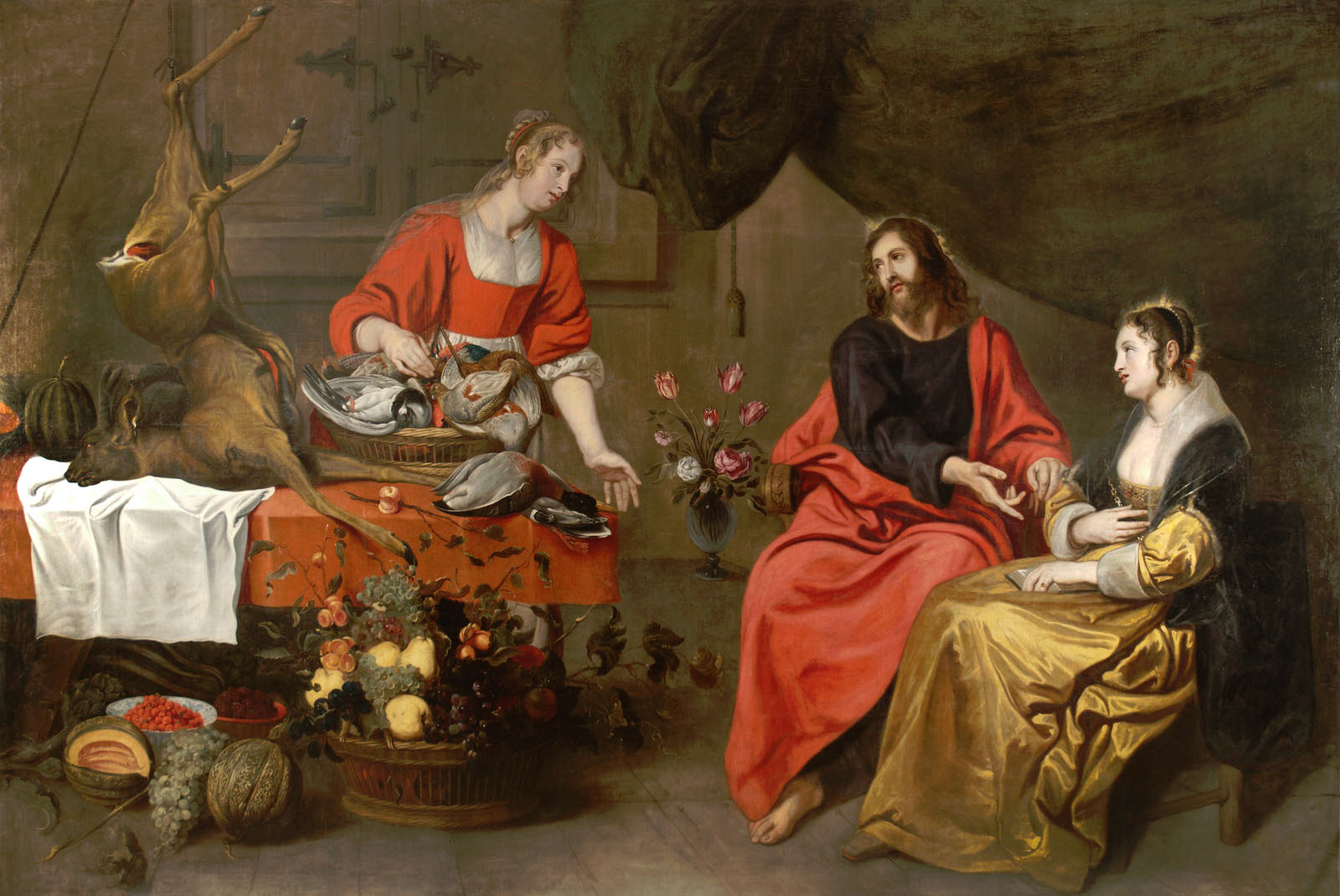
Crist a casa de Marta i María, oli sobre llenç, 230 x 340 cm, Madrid, Col·lecció BBVA.

Matthijs Musson (Anvers, 1598 – 1678) va ser un comerciant d'art i pintor barroc flamenc, deixeble de Rubens.
Admès al gremi de Sant Lluc d'Anvers el 1622 i degà del mateix en el curs 1647-1648, Musson va ser abans de res un influent comerciant d'art, terreny en el qual va exercir un paper determinant en la consolidació i difusió dels petits quadres barrocs de gabinet. Després del seu matrimoni en segones núpcies amb Maria Fourmenois (1667), vídua de Cornelis de Wael, també pintor i marxant d'art, va ampliar el negoci i va intensificar els contactes amb Espanya i Portugal.
Menys coneguda és la seva feina com a pintor, de la qual es conserven a la Universitat Pontifícia de Salamanca dues obres de gran grandària, Abraham i Melquisedec i La continència de Escipió, còpies de Rubens, i en la Col·lecció BBVA un Crist a casa de Marta i Maria, també de grans dimensions, en el qual sobre l'escena evangèlica destaquen els elements de natura morta, inclòs el gerro amb flors que centra l'escena, tractant-se de les tres úniques obres signades pel pintor que es coneixen.